# Чемпіонат світу з боксу 2009
Чемпіонат світу з боксу 2009 відбувався з 1  до 12 вересня 2009 року у Мілані в Італії.
Україну представляли: Денис Шкарубо, Артем Далакян, Георгій Чигаєв, Василь Ломаченко, Дмитро Буленков, Олександр Ключко, Тарас Шелестюк, Сергій Дерев'янченко, Олександр Гвоздик, Олександр Усик, Роман Капітоненко.

## Результати

### Медалісти
| Вагова категорія                 | Золото                | Срібло             | Бронза                                |
| Перша найлегша вага (-48 кг)     | Пуревдоржийн Сердамба | Давид Айрапетян    | Лі Цзячжао Сін Джон Хун               |
| Найлегша вага (-51 кг)           | Маквільямс Арройо     | Нямбаярин Тегсцогт | Ронні Беблік Михайло Алоян            |
| Легша вага (-54 кг)              | Детелін Далаклієв     | Едуард Абзалімов   | Янк'єль Леон Джон Невін               |
| Напівлегка вага (-57 кг)         | Василь Ломаченко      | Сергій Водоп'янов  | Оскар Вальдес Баходир Султонов        |
| Легка вага (-60 кг)              | Доменіко Валентіно    | Хосе Педраса       | Коба Пхакадзе Альберт Селімов         |
| Перша напівсередня вага (-64 кг) | Роніель Іглесіас      | Френкі Гомес       | Уранчимегійн Менх-Ердене Дьюла Кате   |
| Напівсередня вага (-69 кг)       | Джек Кулкай           | Андрій Замковий    | Ботиржон Махмудов Серік Сапієв        |
| Середня вага (-75 кг)            | Аббос Атоєв           | Андранік Акопян    | Віджендер Сінґх Альфонсо Бланко Парра |
| Напівважка вага (-81 кг)         | Артур Бетербієв       | Елшод Расулов      | Хосе Лардует Абделькадер Буенья       |
| Важка вага (-91 кг)              | Єгор Мехонцев         | Осмай Акоста       | Джон М'Бумба Олександр Усик           |
| Надважка вага (+91 кг)           | Роберто Каммарелле    | Роман Капітоненко  | Віктор Зуєв Чжан Чжілей               |

### Медальний залік
| Місце | Держава        |    |    |    | Разом |
| ----- | -------------- | -- | -- | -- | ----- |
| 1     | Росія          | 2  | 4  | 2  | 8     |
| 2     | Італія         | 2  | 0  | 0  | 2     |
| 3     | Куба           | 1  | 1  | 2  | 4     |
| 3     | Узбекистан     | 1  | 1  | 2  | 4     |
| 5     | Монголія       | 1  | 1  | 1  | 3     |
| 5     | Україна        | 1  | 1  | 1  | 3     |
| 7     | Пуерто-Рико    | 1  | 1  | 0  | 2     |
| 8     | Німеччина      | 1  | 0  | 1  | 1     |
| 9     | Болгарія       | 1  | 0  | 0  | 1     |
| 10    | Вірменія       | 0  | 1  | 0  | 1     |
| 10    | США            | 0  | 1  | 0  | 1     |
| 12    | КНР            | 0  | 0  | 2  | 2     |
| 12    | Франція        | 0  | 0  | 2  | 2     |
| 14    | Білорусь       | 0  | 0  | 1  | 1     |
| 14    | Казахстан      | 0  | 0  | 1  | 1     |
| 14    | Південна Корея | 0  | 0  | 1  | 1     |
| 14    | Ірландія       | 0  | 0  | 1  | 1     |
| 14    | Грузія         | 0  | 0  | 1  | 1     |
| 14    | Індія          | 0  | 0  | 1  | 1     |
| 14    | Мексика        | 0  | 0  | 1  | 1     |
| 14    | Угорщина       | 0  | 0  | 1  | 1     |
| 14    | Венесуела      | 0  | 0  | 1  | 1     |
| Разом | 22 держави     | 11 | 11 | 22 | 44    |